# Phyllomys blainvillii
Phyllomys blainvilii је врста глодара из породице Echimyidae. 

## Распрострањење
Врста има станиште у Бразилу.

## Станиште
Станиште врсте су шуме. 

## Начин живота
Врста Phyllomys blainvillii прави гнезда. 

## Угроженост
Ова врста је наведена као последња брига, јер има широко распрострањење и честа је врста.